# 德里克·帕菲特
德里克·帕菲特（英語：Derek Parfit，1942年12月11日—2017年1月1日）出生于中國的英国哲學家，專注於人格同一，理性和道德。他被普遍認為是20世紀末和21世紀初最重要和最有影響力的倫理學家之一。
他的1984年的《理由與人格》（Reasons and Persons）一書經常被描述為自19世紀以來最重要的倫理學工作。他的最後一本書《論重要之事》（On What Matters，2011年）在其出版前廣泛流傳和討論了很多年。
在他整個的學術生涯中，帕菲特在牛津大學工作，去世時是萬靈學院的名譽高級研究員。他還是哈佛大學、紐約大學和羅格斯大學哲學客座教授。 他被授予2014年肖克奖「由於他對人格同一概念、對關懷世代正義和對道德理論結構的分析的突破性貢獻。」

## 生平
帕菲特於1942年在中國成都出生，是Jessie（néeBrowne）和曾來到中國西部傳教醫院教預防醫學的醫生Norman Parfit的兒子。家庭在帕菲特出生後大約一年後回到英國，定居在牛津。 帕菲特在伊頓學院接受教育。 從小的時候，他努力成為一個詩人，但他在他的青春期結束時放棄了詩歌。 他後來在牛津大學學習現代史，1964年畢業。在1965年至66年，他是哥倫比亞大學和哈佛大學的哈克尼斯獎學金。他在研究期間放棄了哲學的歷史研究， 返回牛津成為所有萬靈學院的研究員。
帕菲特在1982年遇到了Janet Radcliffe Richards。  他們在2010年結婚。他曾是紐約大學的哲學客座教授，也曾在哈佛大學與羅格斯大學任教。

## 倫理和理性

### 《理由與人格》
在《理由與人格》中，帕菲特建議非宗教倫理是一個年輕和豐厚的探究領域。 他詢問關於哪些行動是正確的或錯誤的問題，並迴避了更側重在邏輯和語言上的後設倫理學。
在第一部分的《理由與人格》中，帕菲特討論了「自我失敗的理論」，即理性的自利理論（S）和兩個倫理框架：常識道德（common-sense morality ，CSM）和歸结主義（consequentialism ，C）。 他認為S在西方文化中佔據主導地位已超過兩千年，經常使之與宗教教義同床異夢，這種教義結合了自身利益和道德。因為S需要我們始終以自我利益為我們的至高無上的理性關注，且指示確保我們的一生都盡可能的順利進行，所以S成為現世中立的必要條件。 因此，以我們知道我們往後情願撤銷的方式行動是不合理的。
作為一個例子，如果一位14歲的人知道聽嘈雜的音樂或因對藝術的破壞行為而被逮捕這種行為會顯著地減損了他們的未來福祉和目標（如具有良好的聽力或哲學學術生涯），對於他們來說，這將是不合理的。
最值得注意的是，自利理論認為，犯下任何自我否定的行為或以慾望做對我們的福祉有不利影響的事是不合理的。人們可能認為一位有抱負的作家，他最強烈的願望是寫一個獲獎的小說，但在這樣做時，卻有失眠和抑鬱。帕菲特認為，我們有如此的渴望與我們自己的福祉衝突是貌似有理的，並且為了實現這些渴望而行動不一定是不合理的。
除了最初呼籲貌似有理的慾望不直接有助於人生順利，帕菲特還設想了S間接自我毀滅的情況，也就是要求它使最初被斷定是不合理的。

### 《論重要之事》
在他的第二本书中，帕菲特主张道德实在论，坚持认为道德问题有真实和错误的答案。此外，他指出道德哲学中最突出的三种观点——康德的义务论、后果主义和契约论（或契约主义）——在各个道德问题上给出了相同的答案。
在这本书中，他主张富裕阶层对穷人有强烈的道德义务：
"非常重要的一点是，我们富人未能阻止，而我们本可以轻易阻止，世界上最贫困的人所遭受的许多苦难和过早死亡。我们花在一个晚上娱乐的钱可能可以挽救一些贫困人口免于死亡、失明或患上严重疼痛。如果我们相信，在我们对待这些最贫困的人时，我们并没有做错事，那么我们就像那些相信自己拥有奴隶是合理的人一样。
我们中的一些人会问，我们这些富人应该给这些最贫困的人多少钱。但这个问题错误地假设我们的财富是属于我们的。这些财富在法律上是属于我们的。但是这些最贫困的人对这些财富有更强烈的道德上的所有权。我们应该向这些人转移至少我们所赚取的百分之十。"